# Vladimir Krylov
Vladimir Valentinovič Krylov (in russo Влади́мир Валенти́нович Крыло́в?; Sengilej, 26 febbraio 1964) è un ex velocista russo, fino al 1991 sovietico.

## Palmarès

### Giochi olimpici
- 1 medaglia:
  - 1 oro (Seul 1988 nella staffetta 4×100 m)

### Mondiali
- 1 medaglia:
  - 1 argento (Roma 1987 nella staffetta 4×100 m)

### Europei
- 2 medaglie
  - 1 oro (Stoccarda 1986 nei 200 m piani)
  - 1 bronzo (Stoccarda 1986 nella staffetta 4×400 m)

## Altre competizioni internazionali
1985
- Coppa Europa di atletica leggera ( Mosca)

1987
- Coppa Europa di atletica leggera ( Praga)